# Harold Whitlock
Hector Harold Whitlock (Hendon, Middlesex, 1903. december 16. – Wicklewood, Norfolk, 1985. december 27.) olimpiai bajnok brit atléta, gyalogló.

## Pályafutása
Aranyérmet nyert az 50 kilométeres gyaloglás versenyszámában az 1936-os berlini olimpiai játékokon, majd két évvel később a Párizsban rendezett Európa-bajnokságon is aranyérmesként zárta ezt a számot.
A második világháború után, az 1952-es olimpián is részt vett. Újfent az 50 kilométeres távon indult, ekkor azonban csak tizenegyedikként ért célba.

## Egyéni legjobbjai
- 50 kilométeres gyaloglás - 4.30:38 (1936)